# Landesregierung Schreiner II
Die Landesregierung Schreiner II unter Landeshauptmann Anton Schreiner bildete die Burgenländische Landesregierung von der Wahl der Landesregierung am 10. Dezember 1930 bis zum Rücktritt Schreiners als Landeshauptmann. Schreiner legte am 28. Oktober 1931 sein Amt nieder und wurde bis zum 25. November 1931 mit der Fortführung der Geschäfte betraut. An diesem Tag löste die Landesregierung Walheim II das bisherige Kabinett ab.
Die Landesregierung Schreiner II war nach der Landtagswahl 1930 gebildet worden. Wie bereits zuvor setzte sich die Landesregierung aus sechs Mitgliedern zusammen, wobei drei Vertreter von der Christlichsozialen Partei-Heimwehr (CSP), zwei Mitglieder von der Sozialdemokratischen Partei (SdP) und ein Landesrat vom Nationalen Wirtschaftsblock-Landbund (LdB) gestellt wurden.

## Regierungsmitglieder
| Amt                            | Name            | Partei | Zuständigkeitsbereiche |
| ------------------------------ | --------------- | ------ | ---------------------- |
| Landeshauptmann                | Anton Schreiner | CSP    |                        |
| Landeshauptmann-Stellvertreter | Ludwig Leser    | SdP    |                        |
| Landesrat                      | Lorenz Karall   | CSP    |                        |
| Landesrat                      | Ignaz Till      | SdP    |                        |
| Landesrat                      | Johann Wagner   | CSP    |                        |
| Landesrat                      | Alfred Walheim  | LdB    |                        |